# لاکبویزدیل
لاکبویزدیل (به انگلیسی: Lochboisdale) یک روستا در بریتانیا است که در هبریدهای بیرونی واقع شده‌است.